# Ashby Magna
Ashby Magna è un paese della contea del Leicestershire, in Inghilterra.